# 쓰기 보호

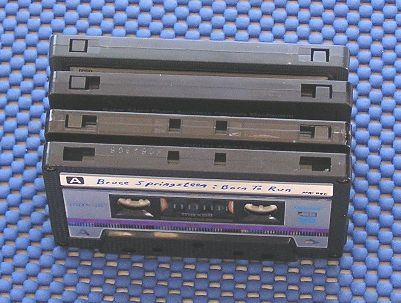
위에서 아래로: 보호되지 않은 타입 I 카세트, 보호되지 않은 타입 II, 보호되지 않은 타입 IV, 보호된 타입 IV.

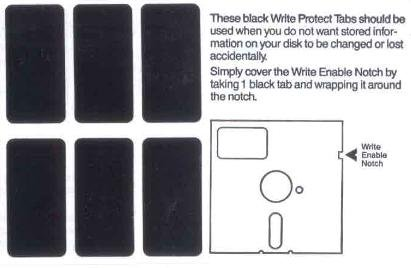
5.25인치 플로피 디스크 쓰기 보호 탭 시트

쓰기 보호(write protection, 라이트 프로텍션) 또는 쓰기 방지는 장치에서 데이터 쓰기, 수정 또는 삭제를 방지하는 물리적 메커니즘이다. 쓰기 가능한 미디어에 있는 대부분의 상용 소프트웨어, 오디오 및 비디오는 배포 시 쓰기 금지되어 있다.

## 예시
- 1950년대에 출시된 IBM 1/2인치 자기 테이프 릴은 릴의 한쪽 면에 원형 홈이 있고, 테이프에 쓰기 위해 부드러운 플라스틱 링을 삽입해야 했다. (링이 없으면 쓰기 불가)
- 오디오 카세트와 VHS 비디오 카세트에는 상단/후면 가장자리에 분리될 수 있는 탭이 있다(덮어지지 않음 = 보호됨).
- 8 및 5 1/4인치 플로피는 오른쪽에 각각 쓰기 방지 및 쓰기 가능 노치가 있을 수 있다(8인치 천공 = 보호됨, 5 1/4인치 덮음/노치 없음 = 보호됨). 단면 플로피의 일반적인 관행은 미디어의 양면을 모두 사용할 수 있도록 디스크 반대쪽에 두 번째 노치를 펀칭하여 플리피 디스크를 만드는 것이었다.
- 3 1/2인치 플로피 디스크의 오른쪽 창에는 슬라이딩 탭이 있다(열림 = 보호됨).
- 아이오메가 집 디스크는 아이오메가웨어(IomegaWare) 소프트웨어를 사용하여 쓰기 방지되었다.
- Syquest EZ 드라이브(135 및 250MB) 디스크는 디스크 후면 하단에 있는 작은 금속 스위치를 사용하여 쓰기 방지되어 있다.
- VHS-C, Video8, Hi8 및 DV 비디오카세트에는 뒤쪽 가장자리에 슬라이딩 탭이 있다.
- 아이오메가 디토(Iomega ditto) 테이프 카트리지에는 카트리지 전면의 왼쪽 상단 모서리에 작은 슬라이딩 탭이 있다.
- USB 플래시 드라이브에는 작은 스위치가 있는 경우가 있지만 이는 흔하지 않는다. 스위치를 통해 쓰기 방지를 지원하는 USB 플래시 드라이브의 예로는 트랜센드 제트플래시 시리즈가 있다.
- SD(Secure Digital) 카드의 왼쪽에는 쓰기 방지 탭이 있다.
- 광범위하게 설계상 이 모드 외부에서는 작동할 수 없는 미디어(CD-R, DVD-R, 비닐 레코드 등)

## 같이 보기
- 저작권 침해
- 해적판